# 休達旗幟
休達旗幟是隸屬於西班牙管轄之休達自治市的旗幟。由黑色與白色的三角形副章組成，中間帶有市徽。若作為民用旗則無市徽。
休達旗幟與葡萄牙里斯本的旗幟近乎一樣。主要原因是葡萄牙帝國於1415年征服休達時在該城首次升起該旗幟，象徵對休達的實質佔領。此後的200年裡，這座城市一直是葡萄牙帝國的一部分。直至1640年，葡萄牙帝國與西班牙帝國組成的伊比利亞聯盟解體，就休達的歸屬也在這次的解體中確定，休達將轉手讓給西班牙，成為西班牙的海外領土。因此，該市的國徽幾乎與葡萄牙帝國的國徽相同，盾徽中間白盾繪有五個呈十字狀排列的小藍盾，藍盾繪有五個呈X形十字分布的白色圓點。外面紅框繪有七座金色城堡。

## 類似旗幟

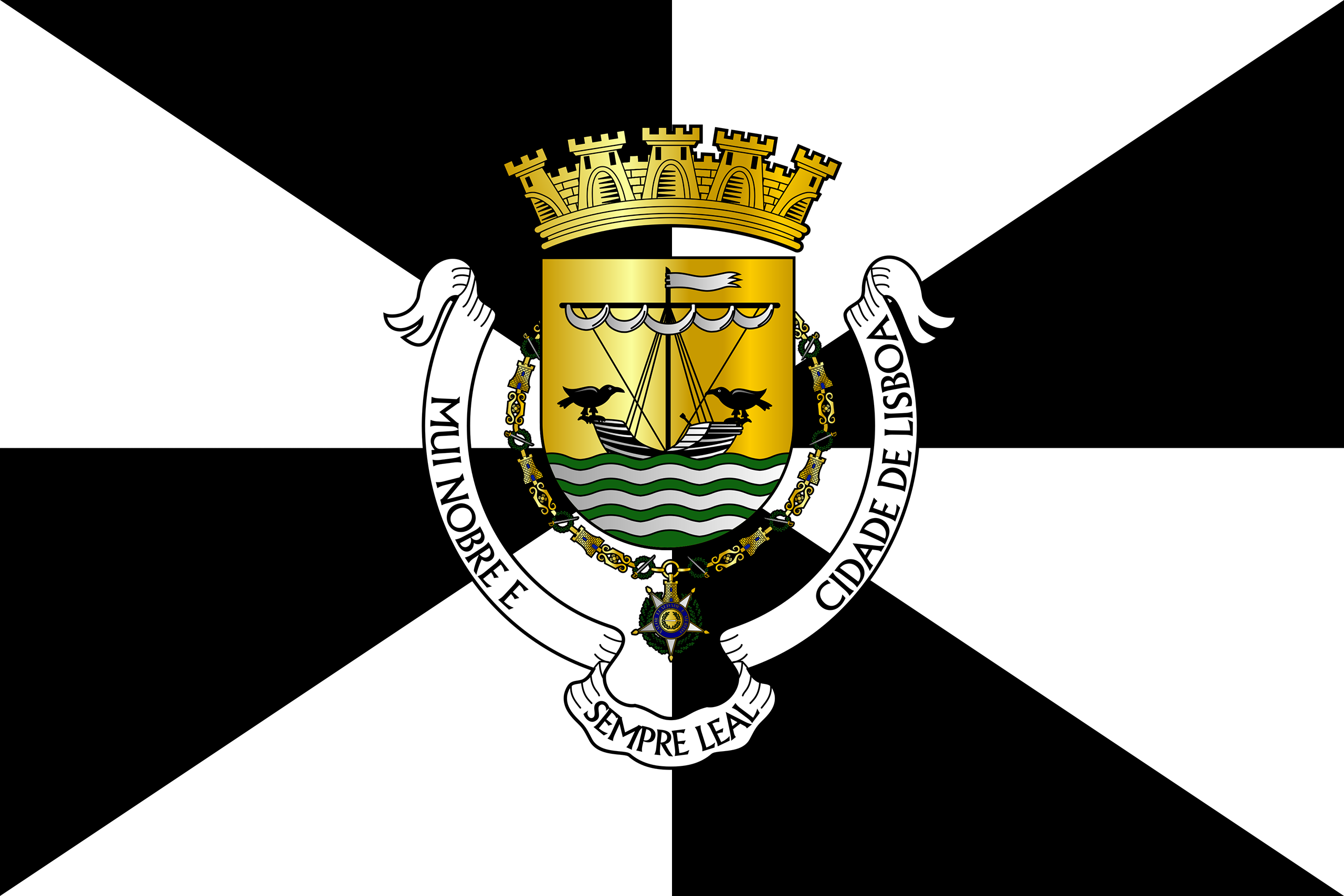
葡萄牙里斯本市旗